# Dražen Petrović
Dražen Petrović (phát âm tiếng Serbia-Croatia: [drǎʒen pětroʋitɕ]; 22 tháng 10 năm 1964 - 7 tháng 6 năm 1993) là một cầu thủ bóng rổ chuyên nghiệp người Croatia. Là một shoooting guard, ban đầu ông đã đạt được thành công khi chơi bóng rổ chuyên nghiệp ở châu Âu vào những năm 1980, trước khi gia nhập Hiệp hội Bóng rổ Quốc gia (NBA) vào năm 1989.
Là một ngôi sao trên nhiều vị trí, Petrović đã giành được hai huy chương bạc và một huy chương đồng trong bóng rổ Olympic, một vàng và một đồng ở World Cup FIBA, một vàng và một đồng trong FIBA EuroBasket, và hai danh hiệu EuroLeague. Ông đại diện cho đội tuyển quốc gia Nam Tư và sau đó là đội tuyển quốc gia của Croatia. Ông đã kiếm được bốn Euroscars, và được đặt tên là ông Europa hai lần. Năm 1985, ông nhận được giải thưởng Huy hiệu vàng cho vận động viên xuất sắc nhất Nam Tư.
Tìm kiếm một đấu trường lớn hơn sau khi bắt đầu sự nghiệp ở châu Âu, Petrović gia nhập NBA năm 1989, với tư cách là thành viên của Portland Trail Blazers. Sau khi chơi chủ yếu ngoài băng ghế dự bị năm đó, Petrović đã trải qua một bước đột phá sau một giao dịch với New Jersey Nets. Trong khi bắt đầu cho Nets, anh trở thành một trong những hậu vệ ghi điểm giỏi nhất giải đấu. Sự nghiệp và cuộc đời của Petrović bị dừng đột ngột sau khi ông qua đời trong một tai nạn xe hơi ở tuổi 28. Ông đã nhận được Huân chương Olympic năm 1993.
Petrović được coi là một phần quan trọng của đội tiên phong trước sự đổ bộ hàng loạt của các cầu thủ châu Âu vào NBA. Chiếc áo số 3 của Petrović đã được Nets nghỉ hưu vào năm 1993, và vào năm 2002, anh đã được lưu giữ trong Nhà lưu niệm bóng rổ tưởng niệm Naismith. Năm 2007, anh được giới thiệu vào Đại sảnh vinh danh FIBA. Năm 2013, anh được bầu chọn là cầu thủ bóng rổ châu Âu hay nhất trong lịch sử bởi các cầu thủ tại FIBA EuroBasket 2013.